# 文井镇 (蓬溪县)
文井镇，是中华人民共和国四川省遂宁市蓬溪县下辖的一个乡镇级行政单位。2019年9月，撤销新星乡和罗戈乡，将其所属行政区域划归文井镇管辖。

## 行政区划
文井镇下辖以下地区：
文峰社区、马槽井村、杨龙庙村、花池塘村、映井场村、云台村、高峰山村、白象山村、半边山村、定香寺村、双龙桥村、会仙桥村、新华村、莲垭村、黄莲嘴村、莲花村、新寨村、马鞍山村、梅垭村、百恒村、范家沟村、顺天村、赵先寺村和印盒山村、新星社区、壁山村、雷堂村、分水岭村、元觉庵村、仙灵山村、金台山村、五柏树村、铧厂村、青龙嘴村和北南观村、金狮社区、回龙山村、玉清山村、洞孔咀村、狮子坪村、鼓锣山村、石牛村、胜天村、白马村、双柏树村和又胜村。